# Гремучий (Астраханская область)
Гремучий — посёлок в Харабалинском районе Астраханской области России. Входит в состав муниципального образования «Город Харабали».

## География
Посёлок находится в центральной части Астраханской области, на левом берегу реки Ахтуба, на расстоянии примерно 6 километров (по прямой) к юго-западу от города Харабали, административного центра района. Абсолютная высота — 19 метров ниже уровня моря. 

Климат умеренный, резко континентальный. Характеризуется высокими температурами летом и низкими — зимой, малым количеством осадков, а также большими годовыми и летними суточными амплитудами температуры воздуха.

## Население
| 2002 | 2010 |
| ---- | ---- |
| 161  | ↘147 |

По данным Всероссийской переписи, в 2010 году численность населения посёлка составляла 147 человек (68 мужчин и 79 женщин). Согласно результатам переписи 2002 года, в национальной структуре населения русские составляли 49 %.
Этнический состав в 2002
| Национальность | Численность | Процент |
| -------------- | ----------- | ------- |
| Русские        | 81          | 48,8%   |
| Казахи         | 43          | 25,9%   |
| Немцы          | 32          | 19,28%  |
| Татары         | 6           | 3,61%   |
| Узбеки         | 4           | 2,41%   |
| Всего          | 166         | 100%    |

Этнический состав в 2010
| Национальность | Численность | Процент |
| -------------- | ----------- | ------- |
| Казахи         | 82          | 57,7%   |
| Русские        | 49          | 34,5%   |
| Немцы          | 11          | 7,7%    |
| Всего          | 142         | 100%    |

## Улицы
Уличная сеть посёлка Гремучий состоит из 5 улиц.